# جوزار (سردسير)
جوزار (بالفارسية: جوزار) هي قرية تقع في إيران في قسم سردسیر الريفي. يقدر عدد سكانها بـ 71 نسمة .